# 格瑞那達護照
格瑞那達護照是 格瑞那達簽發給其公民用於國外旅行的證件。自簽發之日起，有效期通常為5年。目前向新申請人簽發的均為加勒比共同體格瑞那達護照。

## 格式與外觀
格瑞那達護照封面上部和下部分別印有英语（格瑞那達）和（護照），中間是格瑞那達國徽。

## 歷史版本

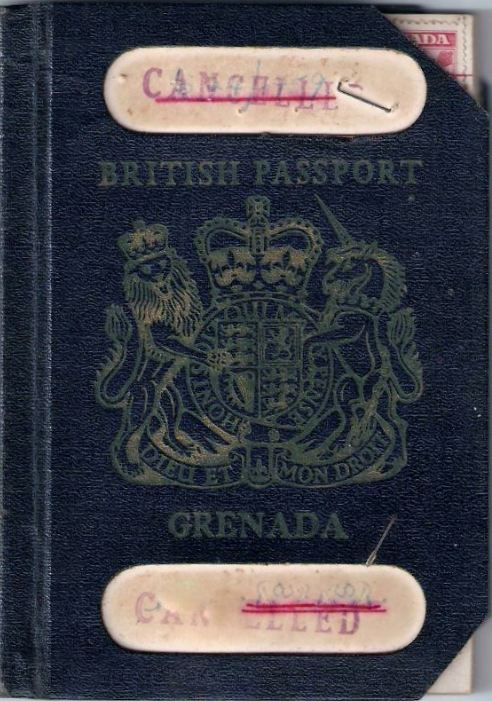
1959年簽發的格瑞那達護照
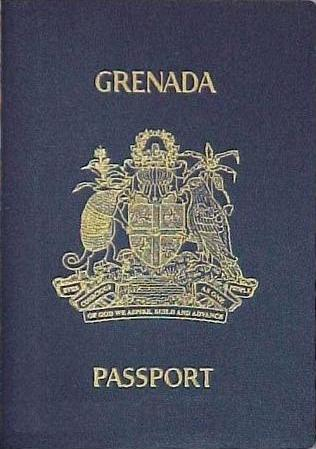
格瑞那達護照

## 簽證要求
部分國家和地區給予格瑞那達公民免簽證或落地簽證的優惠，使其入境並在一定期限內停留無需签证。這些國家和地區主要位於拉丁美洲和大洋洲。
根据2025年1月8日发布的亨利护照指数，格林纳达护照可免签证、落地签证或电子签证入境148个国家和地区，位居世界第30，与巴拿马、巴拉圭、圣卢西亚、乌克兰护照并列。

## 著名事件
前美國中央情报局情報官員费利佩·阿吉成為告密者並被吊銷美国护照後，曾於1980年獲得格瑞那達護照。隨著1984年格瑞那達政府對有爭議的“經濟公民計劃”（economic citizenship programme）政策的轉變，時任格瑞那達總理基思·米切爾拒絕透露誰曾因該計劃獲得格林納達護照而受益，並稱拒絕透露是為了“國家的最高利益和國家安全”。